# 劉效祖
劉效祖（1522年—1589年），字仲修，號念菴，武驤左衛籍，山東濱州人，明朝政治人物。

## 生平
嘉靖十九年（1540年）庚子科順天鄉試舉人，嘉靖二十九年（1550年）庚戌科進士，授衛輝府推官，三十二年擢户部广东司主事，三十五年督漕天津，三十七年升广西司员外郎，旋升云南司郎中，擢陕西副使，備兵固原，四十二年坐內計罷官，年才四十。万历己丑二月卒，年六十有八。。

## 著作
著述有《四镇三关志》十二卷、《春秋窻稿》二卷、《刘仲修先生诗志》若干卷、文若干卷、《塞上言》一卷、《盛世宣威》、《清时行乐》二卷、《灯市谣》、《长门词》二卷、《云林和稿》、《空中语》、《短柱效颦》、《闲中一笑》、《裁剪雪》、《都邑繁华》《莲步新声》共七卷行于世。

## 家族
曾祖父劉能，贈都察院左副都御史；祖父劉通；父劉□，官生，母彭氏。永感下。